# Шумилова, Елена Ивановна
Елена Ивановна Шуми́лова (15 сентября 1913, Южа, Вязниковский уезд, Владимирская губерния, Российская империя — 4 января 1994, Москва, Россия) — советская оперная певица (сопрано) и педагог. Заслуженная артистка РСФСР (1958). Лауреат Сталинской премии второй степени (1949).

## Биография
Родилась 2 (15) сентября 1913 года в селе Южа Вязниковского уезда Владимирской губернии — ныне город Южа Ивановской области.
В 1941 году окончила МГК имени П. И. Чайковского (класс К. Н. Дорлиак). В 1941—1959 годах солистка ГАБТ. В 1967—1977 годы преподавала в музыкальном училище им. Гнесиных, в 1977—1994 годы — в МГК имени П. И. Чайковского. Доцент. В числе её учеников Л. Ю. Казарновская, М. И. Мещерякова — солистка ГАБТ, Коваль (Мячина) Тамара Емельяновна — солистка Национальной оперы Украины, заслуженный деятель искусств Украины, доцент КИМ имени Р. М. Глиера, член-корреспондент УАН.
Умерла в 1994 году. Похоронена на Донском кладбище (участок № 1).

## Оперные партии
- «Евгений Онегин» П. И. Чайковского — Татьяна
- «Вильгельм Телль» Дж. Россини — Джемми
- «Псковитянка» Н. А. Римского-Корсакова — Ольга
- «Вражья сила» А. Н. Серова — Даша
- «Фауст» Ш. Гуно — Маргарита
- «Проданная невеста» Б. Сметаны — Маженка
- Галька С. Монюшко — Галька
- «Аида» Дж. Верди — Жрица
- «Демон» А. Г. Рубинштейна — Тамара
- «Хованщина» М. П. Мусоргского — Эмма
- «Кармен» Жоржа Бизе — Мерседес
- «Русалка» А. С. Даргомыжского — Ольга
- «Снегурочка» Н. А. Римского-Корсакова — «Купава»

## Признание, премии
- заслуженная артистка РСФСР (1958)
- Сталинская премия второй степени (1949) — за исполнение партии Маженки в оперном спектакле «Проданная невеста» Б. Сметаны, поставленном филиалом ГАБТ.[2]
- орден «Знак Почёта» (1951)[3].